# Fantan Mojah
Fantan Mojah (* Mitte der 1970er Jahre in St. Elizabeth als Owen Moncrieffe) ist ein jamaikanischer Roots-Reggae-Sänger.

## Leben und Karriere
Moncrieffe wuchs im ländlichen Saint Elizabeth auf. Als er zehn Jahre alt war, zerstritt er sich mit seiner Mutter und verließ sein Elternhaus. Er kam zeitweise bei seiner Großmutter unter, zu anderen Zeiten lebte er auf der Straße. Da er sich mehr mit Musik als mit Lernen beschäftigte, flog er in der achten Klasse von der Schule. Bei seinen ersten Versuchen als jugendlicher Deejay nannte er sich Mad Killer und sang auch gewalttätige Texte. Im Jahr 1993 ging er nach Kingston, wo er bei seiner Tante im Stadtteil Eastwood Park Gardens wohnen konnte. Er orientierte sich um, sah Peter Tosh und Jacob Miller als musikalische Vorbilder an und lehnte fortan Gun Lyrics ab. Als er sich auch äußerlich zu Rasta bekannte, warf ihn seine Tante allerdings aus dem Haus. Er heuerte als Aushilfe beim Killamanjaro Soundsystem an und bekam dort hin und wieder Gelegenheit, sich als Deejay zu präsentieren. Um sein Auskommen zu haben, arbeitete er daneben in verschiedenen Gelegenheitsjobs.
Über Ninjaman, mit dem er Bekanntschaft pflegte, lernte er Capleton kennen, auf dessen Rat hin er Fantan Mojah als seinen neuen Künstlernamen annahm. Ende der 1990er entstanden bereits erste Studioaufnahmen, jedoch ohne nennenswerten Erfolg. Fantan Mojah arbeitete weiter in Gelegenheitsjobs, als Kanalreiniger oder Aushilfsgärtner, gab aber das Ziel, von der Musik leben zu können, nie ganz auf. Mit zwei Songs, die er aufgenommen hatte – Search auf dem 28 Karat-Riddim und Feel Di Pain, Persistance-Riddim – ging er reihum und verteilte sie an jeden, der etwas mit dem Musik-Business zu tun hatte.
Die Mühen zahlten sich aus, als Andrew Prendergast von Downsound Records auf ihn aufmerksam wurde und ihn unter Vertrag nahm. Bald entstand bei Downsound der Song Hungry, der 2004 ein Radiohit wurde und mit dem Fantan Mojah in Jamaika auf sich aufmerksam machen konnte. Zum nächsten Hit wurde Hail the King, der Single folgte das gleichnamige Debüt-Album Hail the King, das im November 2005 bei Greensleeves Records erschien. Der Song Nuh Build Great Man auf dem Album, eine Kollaboration mit Jah Cure, der zu der Zeit im Gefängnis einsaß, sorgte in dem Jahr für einige Diskussionen. Im November 2008 kam das zweite Album Stronger heraus, Fantan Mojah blieb darauf stilistisch dem Roots Reggae treu. Als eine Art Markenzeichen trägt er bei Auftritten meist einen Rucksack. Rasta Got Soul ist sein bisher erfolgreichster Song.

## Diskographie (Auswahl)
- Hail the King (2005, Greensleeves Records)
- Stronger (2008, Greensleeves Records)